# Winchester Short Magnum

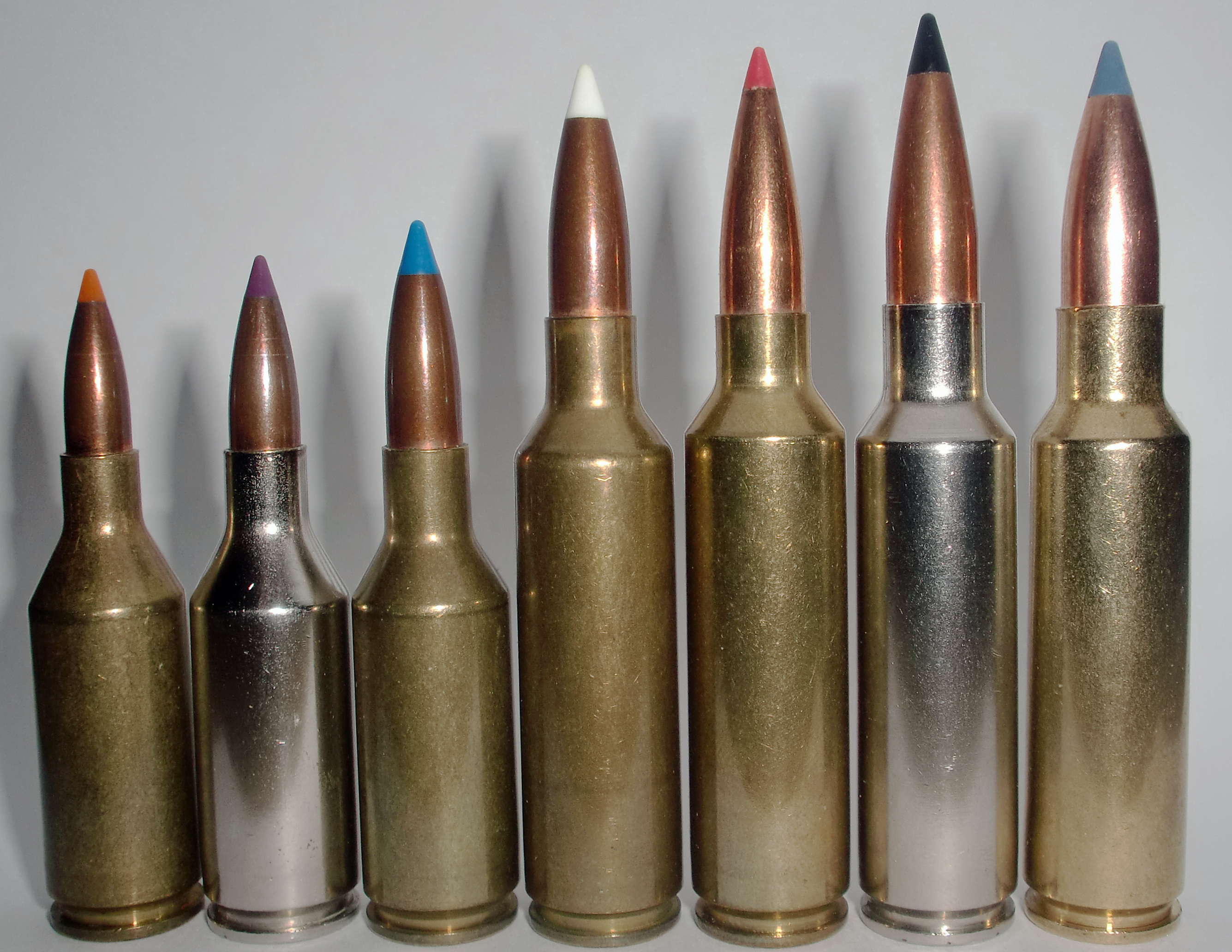
Familia de cartuchos WSM y WSSM. De izquierda a derecha: .223 WSSM, .243 WSSM, .25 WSSM, .270 WSM, 7 mm WSM, .300 WSM, .325 WSM.

Winchester Short Magnum, abreviado WSM, comprende una familia de cartuchos metálicos de percusión central con cuello de botella rebajado, que fueron desarrollados a principios de la década de 2000 por US Repeating Arms Company, que es el fabricante de las armas Winchester además de ser uno de los fabricantes de armas de fuego más antiguos de los Estados Unidos. Todos los cartuchos WSM se desarrollaron partiendo del casquillo del .404 Jeffery, al cual se le redujo la longitud para adaptarse a un mecanismo corto para rifle similar a la longitud requerida para cartuchos del tamaño del .308 Winchester. 
Rick Jamison, escritor de armas y caza, fue quien estuvo atrás del desarrollo de esta línea de cartuchos, entre 1997 y 1998, como veredicto del resultado de una demanda de 2005, Jamison vs. Olin Corporation-Winchester Division.  Jamison recibió 7 patentes sobre el diseño del cartucho. La US Repeating Arms Company utilizó el mismo concepto y la misma base para crear sus cartuchos Winchester Super Short Magnum, aún más cortos, tres de los cuales se introdujeron en 2003 y 2004.

## Dimensiones
Las dimensiones del casquillo son:
- Diámetro del borde (en la base): 0,535 pulgadas (13,59 mm)
- Diámetro exterior (en la base): 0,555 pulgadas (14.10 mm)
- Diámetro interior (de la caja): 0,538 pulgadas (13,67 mm)
- Longitud máxima de la caja: 2,10 pulgadas. (53,34 mm)

La familia de cartuchos WSM son cartuchos con problemas Delta L, lo que significa que pueden presentar problemas inesperados de recámara y/o alimentación.

## Variantes
El 300 WSM fue el primero y actualmente el más popular de la nueva clase de mágnum cortos. 
| Nombre  | Año de desarrollo | Diámetro de la bala       |
| ------- | ----------------- | ------------------------- |
| 300 WSM | 2001              | .308 pulg. (7.823 mm)     |
| 7mm WSM | 2002              | .284 pulgadas. (7.214 mm) |
| 270 WSM | 2002              | .277 pulg. (7.036 mm)     |
| 325 WSM | 2005              | .323 pulg. (8.204 mm)     |